# کودا کومی
کودا کومی (انگلیسی: Koda Kumi؛ زادهٔ ۱۳ نوامبر ۱۹۸۲) خواننده ژاپنی اهل کیوتو است. وی از سال ۲۰۰۰ میلادی تاکنون مشغول فعالیت است و بیشتر با سبک اربن معاصر و آراندبی معاصر آثارش شناخته می‌شود.